# 金澤辰次郎
金澤 辰次郎（かなざわ たつじろう） は、日本の実業家。大株主の金井寛人と対立していた犬丸徹三の後任として、帝国ホテル代表取締役社長を務めた。

## 経歴
熊本県生まれ。慶徳尋常高等小学校（現熊本市立慶徳小学校）、熊本商業学校（現熊本県立熊本商業高等学校）を経て、1929年に神戸商業大学（現神戸大学）卒業後、第一銀行入行。横浜支店長を経て、大株主の金井寛人と代表取締役社長の犬丸徹三が対立していた帝国ホテルに移り、1957年に帝国ホテル専務取締役に就任。1968年新設の帝国ホテル取締役副社長に昇格。1970年から帝国ホテル代表取締役社長を務めた。1972年に帝国ホテル取締役相談役に退いたが、列車食堂代表取締役社長職は留任した。1974年帝国ホテル取締役。1987年退任。